# Ba.88 (航空機)
Ba.88
Breda Ba.88
- 用途：爆撃機
- 製造者：ブレダ社
- 運用者： イタリア王国（イタリア王立空軍）
- 初飛行：1936月9月
- 生産数：149機
- 運用開始：1939年
- 運用状況：退役

Ba.88は、イタリアのブレダ社が開発した双発のイタリア空軍の戦闘爆撃機である。
元は高速戦闘機として開発された機体でイタリア空軍近代化の象徴として大量生産が命じられたが、武装を装備すると諸性能が悪化したため途中で生産打ち切りになった。

## 概要
ブレダ88「リンチェ」（山猫の意味。ただし、この愛称はイタリア空軍では使われなかったという説もある。）は双発の高速戦闘機として開発された機体で、原型1号機は1936年10月に初飛行した。その後1937年に、100kmのコースと1000kmのコースでそれぞれ世界速度記録を樹立した。これを受けてイタリア空軍では、本機を戦闘機として制式採用し大量生産を命じた。
本機は全金属製の中翼機で、原型機では単尾翼だったものが量産機では双尾翼形式に改められている。武装は機首に12.7mm機銃を3丁装備した他、後方の防御用に後席に7.7mm旋回機銃が装備されている。また、胴体内の爆弾倉には、最大1000kgの爆弾が搭載できた。
1939年から部隊配備されイタリア空軍近代化の象徴として大いに期待されたが、武装を装備すると速度性能が低下した上に飛行中の安定不良のため戦闘機としては到底使用できないことが判明したため、地上攻撃を主任務とする戦闘爆撃機として使用されることになった。しかし、機体性能が劣悪だったことに加えて機体整備にも手間がかかることから前線での稼働率は悪く、整備員やパイロットからは嫌われた。1940年にはリビアに派遣されたものの、水平飛行さえ支障が出る始末で満足に働けず、また、水平飛行どころか、離陸すら出来ないような有様になった事例もある。結局、派遣後すぐに全機がイタリア本土に呼び戻された。これらの運用状況からイタリア空軍では本機の生産中止を決定し、残った機体は使用可能な部品を取り除いた後、敵の偵察機を欺くための地上固定目標として用いられた。総生産機数は試作機も含めて149機である。
なお、この機体とは別に88を急降下爆撃機に改造した88Mが3機試作されている。胴体と主翼を延長し主翼下面にダイブブレーキを装備したが、全般的な性能は88よりも悪化した。イタリア降伏時にはテスト中であった。

## 仕様
- 全長：10.79 m
- 全幅：15.60 m
- 全高：3.10 m
- 全備重量：6,750 kg
- エンジン：ピアッジョP.11 RC40 空冷星型14気筒 1,000 hp
- 最大速度：490 km/h
- 上限高度：8,000 m
- 航続距離：1,640 km
- 武装
  - 12.7mm機銃×3
  - 7.7mm機銃×1
  - 爆弾　1,000kg
- 乗員：2名